# Sergueï Sedov
Pour les articles homonymes, voir Sedov.
Sergueï Lvovitch Sedov (en russe : Сергей Львович Седов), né le 21 mars 1908 et mort le 29 octobre 1937 à Vorkouta, est le plus jeune fils de Léon Trotski (1879-1940), né de sa seconde femme, Natalia Sedova (1882-1962).

## Biographie
Sergueï Sedov fait des études d'ingénieur. Quoiqu'il ne soit pas engagé politiquement, contrairement à son frère aîné Lev Sedov (1906-1938), il est néanmoins éliminé au cours des purges menées par Staline en 1937.
Moins connu que son frère Lev Sedov, il est néanmoins d'une grande aide pour son père.
Après que sa fille, Ioulia Akselrod, eut adressé une pétition au président soviétique Mikhaïl Gorbatchev, Sedov a été réhabilité à la fin de 1988 par la Cour suprême de l’Union soviétique